# Saison 3 de Chambres en ville
Chronologie
Saison 2 Saison 4
Cet article présente le guide des épisodes de la troisième saison de la série télévisée québécoise Chambres en ville.